# انهيار جسر مشاة جامعة فلوريدا الدولية
انهيار جسر مشاة جامعة فلوريدا الدولية في 15 مارس 2018 ، جسر مشاة بطول 175 قدمًا (53 مترًا) الواقع على ( طريق الولايات المتحدة رقم 41 ). يقع جسر المشاة بالقرب من حرم جامعة فلوريدا الدولية في ميامي ، فلوريدا . تم سحق العديد من السيارات تحته، وتم الإبلاغ عن ستة قتلى وتسعة إصابات.
- الجسر الذي يزن 950 طنا، بدأ بنائه في مارس 2016 وكان من المقرر أن يكتمل في ديسمبر 2018. فقد بلغت تكلفة بنائه 14.2 مليون دولار وقد موّل بمنحة من وزارة النقل الأمريكية.

## وصلات خارجية
- (فيديو) لحظة انهيار جسر المشاة في مدينة ميامي الأمريكية